# Show Me Your Soul
"Show Me Your Soul" é uma canção da banda de funk rock Red Hot Chili Peppers originalmente escrita para se álbum de 1989 Mother's Milk apesar de ter sido deixada fora do álbum. "Show Me Your Soul" primeiro apareceu como B-side dos singles "Knock Me Down" e "Taste the Pain", e ficou mais famosa como faixa da trilha sonora do filme Pretty Woman. O single promo só foi lançado para promover a trilha sonora. Este atingiu um pico de número dez na Modern Rock Tracks. A faixa foi incluída como faixa exclusiva exclusivos no álbum de compilação What Hits!?, de  1992. Por alguma razão esta canção não foi incluída na reedição do Mother's Milk, apesar de ser uma faixa popular. Assim, não há atualmente uma versão remasterizada da canção. Havia um vídeo feito para a canção, que conta com a banda na frente de um Chroma key e é muito similar em estilo ao vídeo da música "Higher Ground".
A música nunca foi tocada ao vivo ainda que em Março de 1990, a banda se apresentou em um especial da CBS, intitulado  "Save The Planet" onde fez uma performance playback da canção.

## Desempenho nas paradas
| Parada (1990)                     | Melhor posição |
| --------------------------------- | -------------- |
| U.S. Billboard Modern Rock Tracks | 10             |